# Meridià 116 a l'oest
El meridià 116 a l'oest de Greenwich és una línia de longitud que s'estén des del pol Nord travessant l'oceà Àrtic, Amèrica del Nord, el Golf de Mèxic, l'oceà Pacífic, l'oceà Antàrtic, i l'Antàrtida fins al pol Sud.
El meridià 116 a l'oest forma un cercle màxim amb el meridià 64 a l'est. Com tots els altres meridians, la seva longitud correspon a una semicircumferència terrestre, uns 20.003,932 km. Al nivell de l'Equador, és a una distància del meridià de Greenwich de 12.913 km.

## De Pol a Pol
Començant en el pol Nord i dirigint-se cap al pol Sud, aquest meridià travessa:
| Coordenades                               | País, territori o mar         | Notes |
| ----------------------------------------- | ----------------------------- | --- |
| 90° 0′ N, 116° 0′ O / 90.000°N,116.000°O  | Oceà Àrtic                    | |
| 77° 27′ N, 116° 0′ O / 77.450°N,116.000°O | Canadà                        | Territoris del Nord-oest — Illa del Príncep Patrick |
| 76° 39′ N, 116° 0′ O / 76.650°N,116.000°O | Estret de Fitzwilliam         | |
| 76° 12′ N, 116° 0′ O / 76.200°N,116.000°O | Canadà                        | Territoris del Nord-oest — Illa de Melville |
| 75° 1′ N, 116° 0′ O / 75.017°N,116.000°O  | Estret de McClure             | |
| 73° 46′ N, 116° 0′ O / 73.767°N,116.000°O | Canadà                        | Territoris del Nord-oest — Illa de Banks |
| 73° 18′ N, 116° 0′ O / 73.300°N,116.000°O | Estret del Príncep de Gal·les | |
| 73° 7′ N, 116° 0′ O / 73.117°N,116.000°O  | Canadà                        | Territoris del Nord-oest — Illa Victòria |
| 70° 32′ N, 116° 0′ O / 70.533°N,116.000°O | Prince Albert Sound           | |
| 70° 14′ N, 116° 0′ O / 70.233°N,116.000°O | Canadà                        | Territoris del Nord-oest — Illa Victòria Nunavut — des de 70° 0′ N, 116° 0′ O / 70.000°N,116.000°O a l'Illa Victòria |
| 69° 20′ N, 116° 0′ O / 69.333°N,116.000°O | Estret de Dolphin i Union     | |
| 68° 57′ N, 116° 0′ O / 68.950°N,116.000°O | Canadà                        | Nunavut Territoris del Nord-oest — des de 66° 34′ N, 116° 0′ O / 66.567°N,116.000°O, travessa el Gran Llac de l'Esclau Alberta — des de 60° 0′ N, 116° 0′ O / 60.000°N,116.000°O Colúmbia Britànica — des de 51° 8′ N, 116° 0′ O / 51.133°N,116.000°O |
| 49° 0′ N, 116° 0′ O / 49.000°N,116.000°O  | Estats Units                  | Montana Idaho — des de 47° 55′ N, 116° 0′ O / 47.917°N,116.000°O Nevada — des de 42° 0′ N, 116° 0′ O / 42.000°N,116.000°O Califòrnia — des de 36° 4′ N, 116° 0′ O / 36.067°N,116.000°O                                                                |
| 32° 37′ N, 116° 0′ O / 32.617°N,116.000°O | Mèxic                         | Baixa Califòrnia |
| 30° 21′ N, 116° 0′ O / 30.350°N,116.000°O | Oceà Pacífic                  | |
| 60° 0′ S, 116° 0′ O / 60.000°S,116.000°O  | Oceà Antàrtic                 | |
| 73° 51′ S, 116° 0′ O / 73.850°S,116.000°O | Antàrtida                     | Territori no reclamat |